# فلم مش هندي (فلم)
فيلم مش هندي هو فيلم مصري من نوع الكوميديا والأكشن، من تأليف ياسر محمود، وإخراج حاتم صلاح الدين. أُنتج الفيلم عام 2017 من خلال شركة ليالينا للإنتاج السينمائي، ، ويضم نخبة من نجوم الكوميديا في مصر. لم يُعرض الفيلم بعد رسميًا في دور العرض، رغم طرح البروموالرسمي له في نوفمبر 2017.

## قصة الفيلم
يدور الفيلم في إطار اجتماعي كوميدي حول شاب يحاول النجاة من مطاردات متكررة بسبب شبه جنائي، ليتورط في مغامرة تقلب حياته رأسًا على عقب، وسط مفارقات ساخرة وتوترات اجتماعية.

## طاقم العمل
- طلعت زكريا
- سمير غانم
- إيمان أيوب
- شيرين
- خالد حمزاوي
- حاتم صلاح الدين
- أيمن قنديل
- عبد السلام الدهشان
- ريكو
- أحمد علي
- هشام مجدي

## الإنتاج والعرض
توقف تصوير الفيلم لمدة عام بسبب وفاة والد المخرج، ثم استُكمل لاحقًا. في نوفمبر 2017، تم طرح البرومو الرسمي للفيلم عبر قناة "الوطن" على يوتيوب. ونشرت بعض المواقع أول أفيش دعائي للعمل في سبتمبر 2017. لاحقًا، نفى المخرج ما تم تداوله حول عرض خاص للفيلم، مؤكدًا أن الفيلم ما زال في مرحلة المونتاج.

## روابط خارجية
- صفحة الفيلم على موقع السينما.كوم
- صفحة الفيلم على IMDb
- البرومو الرسمي على YouTube